# آندره لوئیز گارسیا
آندره لوئیز گارسیا (به پرتغالی: André Luís Garcia) مدافع اهل برزیل است که در شهر پورتو الگره و در تاریخ ۳۱ ژوئیهٔ ۱۹۷۹ به دنیا آمده‌است.
آندره لوئیز گارسیا در تیم‌های فوتبال سانتوس سابقهٔ حضور دارد.